# Associazione Calcio Ravenna 1942-1943
Questa pagina raccoglie le informazioni riguardanti l'Associazione Calcio Ravenna nelle competizioni ufficiali della stagione 1942-1943.

## Rosa
| N. |                   | Ruolo | Calciatore        |
| -- | ----------------- | ----- | ----------------- |
|    | Italia (bandiera) | A     | Leonino Baratella |
|    | Italia (bandiera) | D     | Ido Baravelli     |
|    | Italia (bandiera) | C     | Edgardo Biagini   |
|    | Italia (bandiera) | C     | Pietro Bilotti    |
|    | Italia (bandiera) | C     | Gino Bracci       |
|    | Italia (bandiera) | P     | Lino Casavecchia  |
|    | Italia (bandiera) | A     | Francesco Cortesi |
|    | Italia (bandiera) | D     | Antonio Dalmonte  |
|    | Italia (bandiera) | A     | Dante Dotti       |
|    | Italia (bandiera) | D     | Guido Duo         |
|    | Italia (bandiera) | D     | Mario Gagni       |
|    | Italia (bandiera) | A     | Giorgio Giorgioni |

| N. |                   | Ruolo | Calciatore        |
| -- | ----------------- | ----- | ----------------- |
|    | Italia (bandiera) | C     | Alvaro Godoli     |
|    | Italia (bandiera) | A     | Emilio Leonardi   |
|    | Italia (bandiera) | C     | Cesare Masini     |
|    | Italia (bandiera) | P     | Carlo Mottes      |
|    | Italia (bandiera) | A     | Aldo Perugini     |
|    | Italia (bandiera) | A     | E. Querzoli       |
|    | Italia (bandiera) | A     | Germano Reggiani  |
|    | Italia (bandiera) | C     | Alessandro Sassi  |
|    | Italia (bandiera) | C     | A. Sintoni        |
|    | Italia (bandiera) | A     | Gino Vannucci     |
|    | Italia (bandiera) | A     | Giovanni Villotti |